# ناحیه الذرعان
ناحیه الذرعان (به عربی: دائرة الذرعان) یک ناحیه در الجزایر است که در استان الطارف واقع شده‌است.

## خصوصیات
ناحیه الذرعان ۶۲٬۲۱۳ نفر جمعیت دارد.